# Адуєво (Калузька область)
Адуєво (рос. Адуево) — село в Мединському районі Калузької області Російської Федерації.
Населення становить 279 осіб. Входить до складу муніципального утворення Село Адуєво.

## Історія
Від 2004 року входить до складу муніципального утворення Село Адуєво.

## Населення
| 2002 | 2010 |
| ---- | ---- |
| 289  | ↘279 |